# Бражников, Александр Николаевич
Александр Николаевич Бражников (1920—1996) — подполковник Советской Армии, участник Великой Отечественной войны, Герой Советского Союза (1945).

## Биография
Александр Бражников родился 13 сентября 1920 года в Армавире (ныне — Краснодарский край). В 1939 году окончил десять классов школы. В октябре 1940 года был призван на службу в Рабоче-крестьянскую Красную Армию. В 1940—1942 годах учился в военной авиационной школе лётчиков в Таганроге, в 1942—1943 годах — в Ворошиловграде. С сентября 1943 года — на фронтах Великой Отечественной войны, прошёл путь от лётчика до командира звена. Участвовал в боях на Юго-Западном, 3-м Украинском, 2-м и 3-м Прибалтийском фронтах. В годы войны совершил более 100 боевых вылетов на штурмовике «Ил-2».
Указом Президиума Верховного Совета СССР от 23 февраля 1945 года за «мужество и героизм, проявленные в боях» старший лейтенант Александр Бражников был удостоен высокого звания Героя Советского Союза с вручением ордена Ленина и медали «Золотая Звезда» за номером 5368.
После окончания войны Бражников продолжил службу в Советской Армии. В 1950 году окончил Высшие офицерские лётно-тактические курсы в Таганроге. С февраля 1951 года по октябрь 1953 года находился на лётно-испытательной работе в ГК НИИ ВВС, участвовал в ряде испытаний опытных двигателей на самолётах. С 1953 года вновь служил в Советской Армии в Таврическом военном округе. В августе 1956 года в звании подполковника был уволен в запас. Проживал в Запорожье, скончался 16 октября 1996 год.
Был также награждён двумя орденами Красного Знамени, двумя орденами Отечественной войны 1-й степени, двумя орденами Красной Звезды, а также рядом медалей.